# Cuenca del Amazonas
La cuenca del Amazonas o cuenca Amazónica es la parte de América del Sur drenada por el río Amazonas y sus afluentes. La cuenca hidrográfica del Amazonas cubre un área de 7 413 827 km², y transporta grandes volúmenes de agua hacia el Atlántico, cerca de 209 000 m³/s (20 % del total de aguas dulces continentales), convirtiéndola en la mayor del mundo. Abarca territorios de ocho paísesː Brasil (68 %), Perú (14 %), Bolivia (10 %) y Ecuador (2 %) y el 6% restante entre los países de Colombia, Venezuela, Guyana y Surinam. Esta región es conocida como la Amazonia.
La cuenca Amazónica se formó a partir de la época del Mioceno Superior, y se desarrolló hasta adquirir la forma actual hace 2,4 millones de años, aproximadamente. Sus unidades morfoestructurales son: I) la Cordillera Andina, que surge en el Terciario, debido a la penetración de la Placa Pacífica bajo la base continental de América, II) el Macizo Guyanés, III) el Macizo de Mato Grosso, y IV) la llanura amazónica. La cabecera de cuenca se encuentra localizada a 100 km del Océano Pacífico y tiene un recorrido de 6750 kilómetros, de los cuales 3165 km están en territorio brasileño. La cuenca amazónica tiene 15 tributarios principales, de cuales, los ríos Madeira y Negro son los más importantes, contribuyendo con más de un tercio del total de agua descargada.
Se ha propuesto que la cuenca del Amazonas comprende dos sistemas de descarga de agua: un sistema fluvial, el río Amazonas, y un sistema subterráneo llamado río Hamza, que es el más ancho pero a la vez el más lento de los dos sistemas.
En el Perú, la cuenca amazónica ocupa una superficie de 977 920 km², que representa el 76 % de la superficie total del territorio; y en promedio esta cuenca aporta el 98 % del recurso hídrico del país (DGAS 1995). El periodo de lluvias comienza en el mes de agosto y los caudales comienzan su crecimiento en el mes de octubre, dicho desfase corresponde al tiempo de concentración de la cuenca. Al cierre de la cuenca, en la estación de Tamshiyacu (TAM) ubicada en la región Loreto (noreste peruano) se ha estimado un tiempo de concentración de 108 días, sobre un área de 719 640 m², con una longitud de 3145 km y un índice de compacidad de 3.1, desde otro lado, como país y considerando un área de drenaje de 726 400 km² (tomando como criterio la altitud y como referencia 500 m s.n.m), desde el territorio peruano se exporta 629 x 106±36 % toneladas de sedimentos en suspensión al año y un caudal de 36 000 m³/s, siendo el río Ucayali su mayor aportante con 61.2 % de los sedimentos transportados, la cuenca del Marañón con 30.4 % y la cuenca del Napo 8.4 %.

## Clima
La cuenca del Amazonas presenta una precipitación media de 2130 mm/año. Durante el fenómeno de La Niña, en gran parte de la Amazonía occidental, es superior a 3600 mm/año, mientras que, en el periodo de El Niño los valores oscilan entre 2400 - 3600 mm/año.
Se caracteriza por una fuerte variabilidad espacial de las lluvias, la misma que se relaciona con la exposición de las estaciones a los vientos alisios húmedos (generando muchas lluvias en el lado este de los Andes), o por lo contrario, a la protección de las estaciones por las montañas andinas. Las regiones más lluviosas (más de 3000 mm/año) se encuentran cerca del Delta del Amazonas, expuestas a la Zona de Convergencia Intertropical (ITCZ) y en el noroeste de la cuenca (Amazonía colombiana, norte de la Amazonía ecuatoriana, noreste de Perú y el noroeste de Brasil).

## Diversidad biológica
La cuenca Amazónica es reconocida por los servicios ecosistémicos que  tanto a sus pobladores como al resto de la población mundial, por su alta biodiversidad, la contribución de sus bosques a la estabilidad climática global, y por su riqueza humana y cultural. La gran diversidad de la flora y fauna en la cuenca del Amazonas es propia de la gran variabilidad de ecosistemas y solo para la Amazonía peruana se reportan 30 Sistemas Ecológicos.
La cuenca del Amazonas alberga cerca de 22 765 especies vegetales del mundo. Constituyen el 85 % de las especies catalogadas a escala mundial. Las cuatro quintas partes de la materia viva del mundo están en dicha cuenca. La Amazonia alberga aproximadamente 16 000 especies de árboles, de las cuales solo 227 (1,4 %) representan la mitad de todos los árboles. La mayoría de ellos son especialistas en hábitat y solo dominan una o dos regiones de la cuenca; las especies hiperdominantes son más frecuentes en algunas familias como: Arecaceae, Myristicaceae y Lecythidaceae, mientras que Myrtaceae, Melastomataceae, Lauraceae, Annonaceae y Rubiaceae tienen menos dominancia, probablemente porque muchas de sus especies son arbustos o arbolitos.

## Dinámica fluvial
La dinámica fluvial de los ríos de la Amazonia es muy intensa debido a las fuertes lluvias que alimentan, así como la interacción con los estratos aluviales que conforman sus riberas y cauces, produciéndose el lavado y el transporte de grandes volúmenes de sedimentos, causando erosión y sedimentación permanente a lo largo de sus recorridos.
Una de las variables más difícil de medir es la dinámica fluvial del mismo río Amazonas; es decir, el desplazamiento del curso del río por migración de los meandros. Sin embargo, se ha podido determinar principales rasgos en la dinámica fluvial de cada una de estas áreas.

### Río Amazonas
El río Amazonas se formó a partir de un gran golfo que originalmente se abría al océano Pacífico. Con la formación de la cordillera de los Andes, el golfo se cerró al noroeste, formando un gigantesco lago en el norte de América del Sur. El lago se abrió hacia el Este cuando se separó el supercontinente sudamerifricano formando el río.
El río Amazonas nace en la quebrada de Apacheta, junto al Nevado Mismi, a 5597 m s.n.m, en la región de Arequipa en los Andes peruanos, en la cordillera de Shila. Las aguas de deshielo fluyen hacia el río Apurímac, tributario del Ucayali, que finalmente se une al Marañón para formar el cauce principal del Amazonas. Es navegable en gran parte de su recorrido, así como muchos de sus afluentes, por lo que es un importante medio de transporte en la zona.
Los caudales medios en las cercanías de Iquitos fluctúan entre 10 000 y 40 000 m³/seg correspondientes a las épocas de vaciante y creciente respectivamente, y se registran valores mayores a 50 000 m³/seg en crecientes extremas y menores a 7 000 m³/seg en vaciantes igualmente extremas.

Dinámica del cauce del río Amazonas, periodo 1987 - 2017.

La caracterización morfodinámica a nivel planimétrico y altimétrico de los principales ríos amazónicos: Marañón, Huallaga, Ucayali y Amazonas, viene siendo estudiada a través del Proyecto de Ríos Danzantes, con el propósito de comprender los patrones físicos de los ríos amazónicos, para la cual, se ha desarrollado una metodología de línea base de las variables hidrogeomorfológicas de los ríos. En la imagen, se observan los cambios en la sinuosidad del río Amazonas presenta entre los años 1987 al 201. Se muestra que la plataforma presenta un tipo de forma ramificada, conocida como  Anabranching rivers, que se caracteriza por una  tasa de migración notablemente alta y una morfología dinámica, debido a las características erosivas de sus canales aluviales, los mismos que se arrastran hacia llanuras aluviales formando islas, que junto a procesos hidrodinámicos conducen además a la formación de nuevos canales.

### Río Ucayali

Dinámica río Ucayali, periodo 1985 - 2013.

La cuenca del río Ucayali drena un área de 360 000 km², del cual, 189 000 km² pertenecen al área montañosa andina, presentando un caudal 11 200 m³/s (observatorio Ore-Hybam) y carga 270 m t/año. Tiene un pico de aguas altas de marzo a mayo y un periodo de aguas bajas entre agosto y octubre. Es un río bastante dinámico en relación con las migraciones laterales de su cauce principal, que generan una serie de ambientes lénticos, regionalmente denominadas «cochas» y «tipishcas». Estas se forman en las curvas de los meandros que son abandonados por el cauce principal del río, proceso que es fundamental para el desarrollo de las pesquerías amazónicas.

### Río Marañón

Dinámica del cauce del río Marañon, periodo 1987 al 2017.

El río Marañón que fluye de oeste a este drena un área de 350 000 km² de los que 198 000 km² pertenecen a la Cordillera Andina. El caudal medio anual es de 16 200 m³/s y carga 150 m t/año de sedimento, tiene una sinuosidad media de 1,23 y constituye una transición entre los canales anastomosados y meandriformes, y desde la confluencia con el río Huallaga, tributario por la margen derecha cuando toma un patrón meandriforme. El ancho del río varía desde 1000 a 2500 m, con numerosas islas situadas tanto en los tramos rectos como en las curvas de los meandros.

## Contribución al ciclo hidrológico (ríos voladores)
La Amazonía tiene alrededor de 600 mil millones de árboles, y cada uno actúa como una gran máquina de evaporación alimentada con energía solar, su superficie boscosa cumple un rol importante en el ciclo hidrológico, pues, bombean agua subterránea desde sus raíces profundas hasta sus hojas donde lanzan hasta 1000 litros de vapor de agua a la atmósfera cada día, el cual es transportado por los vientos dominantes hacia otros paisajes o continentes. Este fenómeno es conocido como ríos voladores (flying rivers), y en la Amazonía la cantidad de agua evaporada por los árboles podría tener una magnitud similar al caudal del río Amazonas (cercano a 200 00 m³/s).
En ese sentido es imprescindible la conservación de estas masas boscosas a fin de garantizar el equilibrio de los regímenes de lluvia, cuya alteración estaría afectando principalmente la zona de América del Sur.

## Gestión de la cuenca en el marco del Tratado de Cooperación Amazónica
A la fecha, el manejo de la cuenca amazónica no ha sido suficiente para conservar y usar de forma sostenible los recursos hídricos que están presentes en la región amazónica, para lo cual, se sugiere que se inicien acciones desde el Tratado de Cooperación Amazónica (TCA) como la i) Creación de una institucionalidad robusta y permanente, como el figurado por la OTCA, diseñado con el fin de integrar de forma real y efectiva a todos los países que contribuyan a la promoción de estrategias de presión y visibilidad para la búsqueda de recursos, así como la atribución de competencias, facultades y recursos que le permitan asumir un rol de autoridad sobre la cuenca; también, la (ii) creación de sinergias y alianzas multinivel, en todas las escalas de gestión que afectan la cuenca; por otra partes, la (iii) Integración regional suramericana a favor de la defensa y uso sostenible de la cuenca; y, finalmente, el (iv) Empoderamiento de las comunidades, y concientización sobre la importancia de la Amazonia para el planeta, a fin de garantizar una Gestión Integrada de Recursos Hídricos (GIRH) efectiva y perdurable.